# Matthias Maierhofer
Matthias Maierhofer (* 8. Dezember 1979 in Graz) ist ein österreichischer Organist und Kirchenmusiker.

## Leben und Wirken
Matthias Maierhofer erhielt seine erste musikalische Ausbildung bei Karl Schmelzer-Ziringer. Er studierte Orgel und Kirchenmusik an den Hochschulen von Graz, Leipzig, Freiburg und an der Schola Cantorum in Basel. Seine Lehrer waren unter anderem Arvid Gast, Andrea Marcon, Kurt Neuhauser und Martin Schmeding. Seine Studien schloss er 2009 mit dem Solistenexamen mit Auszeichnung an der Musikhochschule Freiburg ab. Während seines Studiums war er Kirchenmusiker an der katholischen Pfarrkirche St. Albert in Freiburg.
Ab 2009 leitete er eine Orgelklasse an der Musikhochschule Leipzig, bis er 2013 als Nachfolger von Gerre Hanrock auf die Professur für Orgel und Kirchenmusik an die University of Texas at Austin (USA) berufen wurde. Dort wurde er 2015 zum Dean‘s Fellow ernannt und außerdem mit dem Ducloux Fellowship des College of Fine Arts ausgezeichnet. Seit 2016 ist Maierhofer Professor für Orgel an der Musikhochschule Freiburg. Zudem wurde er zum Domorganisten des Freiburger Münsters ernannt und ist künstlerischer Leiter der Internationalen Orgelkonzerte im Freiburger Münster.
Maierhofer konzertierte unter anderem bei Festivals wie den Brucknertagen im Stift St. Florian, der ION Nürnberg, den Mendelssohnfesttagen Leipzig, den Merseburger Orgeltagen, dem Litauischen Orgelfest, der Bachwoche Ansbach, der Birmingham Symphony Hall, der Izumi Hall Osaka (Japan), dem Musikfest Stuttgart sowie den Domkonzerten Riga. Als Solist sowie als Continuospieler arbeitete Maierhofer mit Ensembles zusammen wie dem Dresdner Kreuzchor, dem Universitätschor Leipzig, der Kantorei Graz und der Staatskapelle Dresden.
Maierhofer wirkte bei CD-Produktionen und Publikationen der Edition Helbling mit; Aufnahmen seiner Konzerte liegen bei verschiedenen Rundfunkanstalten und beim Label Ambitus vor.

## Auszeichnungen
- 2003: Preisträger beim Internationalen Orgelwettbewerb „M. K. Ciurlionis“ in Vilnius

- 2006: Preisträger beim Internationalen Orgelconcours von Nijmegen

- 2007: Gewinner des Pachelbel-Wettbewerbs Nürnberg
- 2007: Preisträger beim Internationalen Bachwettbewerb Arnstadt
- 2008: Preisträger beim Internationalen „Franz Schmidt-Orgelwettbewerb“ von Kitzbühel